# Роузмаунт (Минесота)
Роузмаунт (енгл. Rosemount) град је у америчкој савезној држави Минесота.

## Демографија
По попису из 2010. године број становника је 21.874, што је 7.255 (49,6%) становника више него 2000. године.
| Група             | 2000.          | 2010.          |
| Белци             | 13.429 (91,9%) | 18.713 (85,5%) |
| Афроамериканци    | 297 (2,0%)     | 667 (3,0%)     |
| Азијати           | 311 (2,1%)     | 1.218 (5,6%)   |
| Хиспаноамериканци | 268 (1,8%)     | 687 (3,1%)     |
| Укупно            | 14.619         | 21.874         |